# Maximilian II (tysk-romersk kejsare)
Maximilian II (tysk-romersk kejsare), född 31 juli 1527, död 12 oktober 1576; tysk-romersk kejsare 1564-1576.

## Biografi
Son till Ferdinand I (tysk-romersk kejsare) och Anna av Böhmen och Ungern.
Maximilian blev kung av Böhmen 1562, av Ungern 1563 och tysk-romersk kejsare 1564.
Det tyska riket var djupt splittrat efter reformationen och Maximilian verkade för att utjämna motsättningarna mellan katoliker och protestanter. Han upprätthöll vänliga förbindelser med ledande lutheraner; syftet med detta var bland annat att samla riket mot turkarna.
Gift 1548 med sin kusin Maria av Habsburg, dotter till Karl V (tysk-romersk kejsare).

## Barn
1. Anna (1549–1580; gift med Filip II av Spanien).
2. Ferdinand (1551–1552)
3. Rudolf II (tysk-romersk kejsare) (1552–1612)
4. Ernst (1553–1595)
5. Elisabeth (1554–1592; gift med Karl IX av Frankrike)
6. Maria (1555–1556)
7. Mattias (1557–1619)
8. dödfödd son (oktober 1557)
9. Maximilian (1558–1618)
10. Albrekt (1559–1621)
11. Wenzel (1561–1578)
12. Friedrich (1562–1563)
13. Maria (född o död 1564)
14. Karl (1565–1566)
15. Margareta (1567–1633)
16. Eleonora (1568–1580)

## Galleri

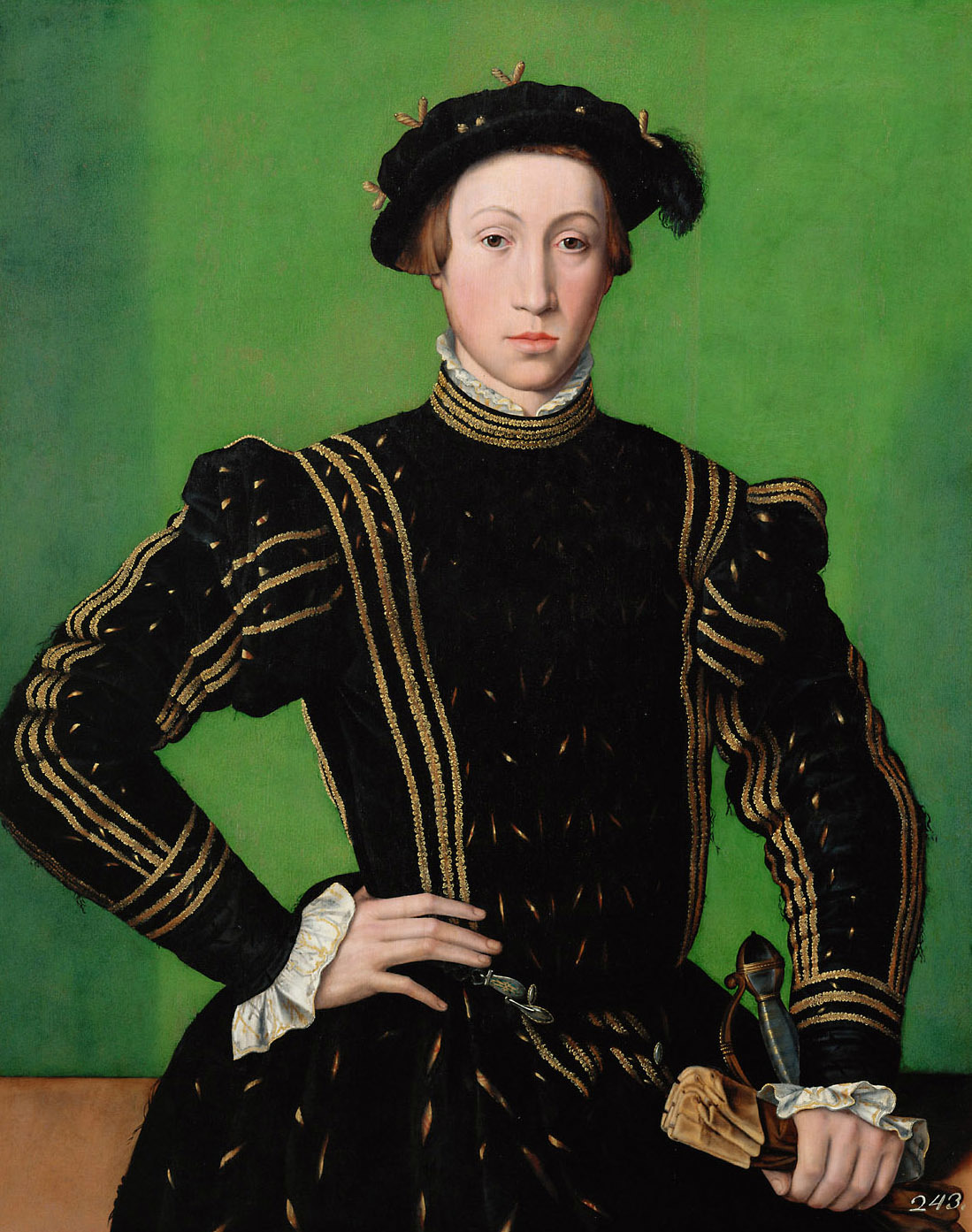
Maximilian II
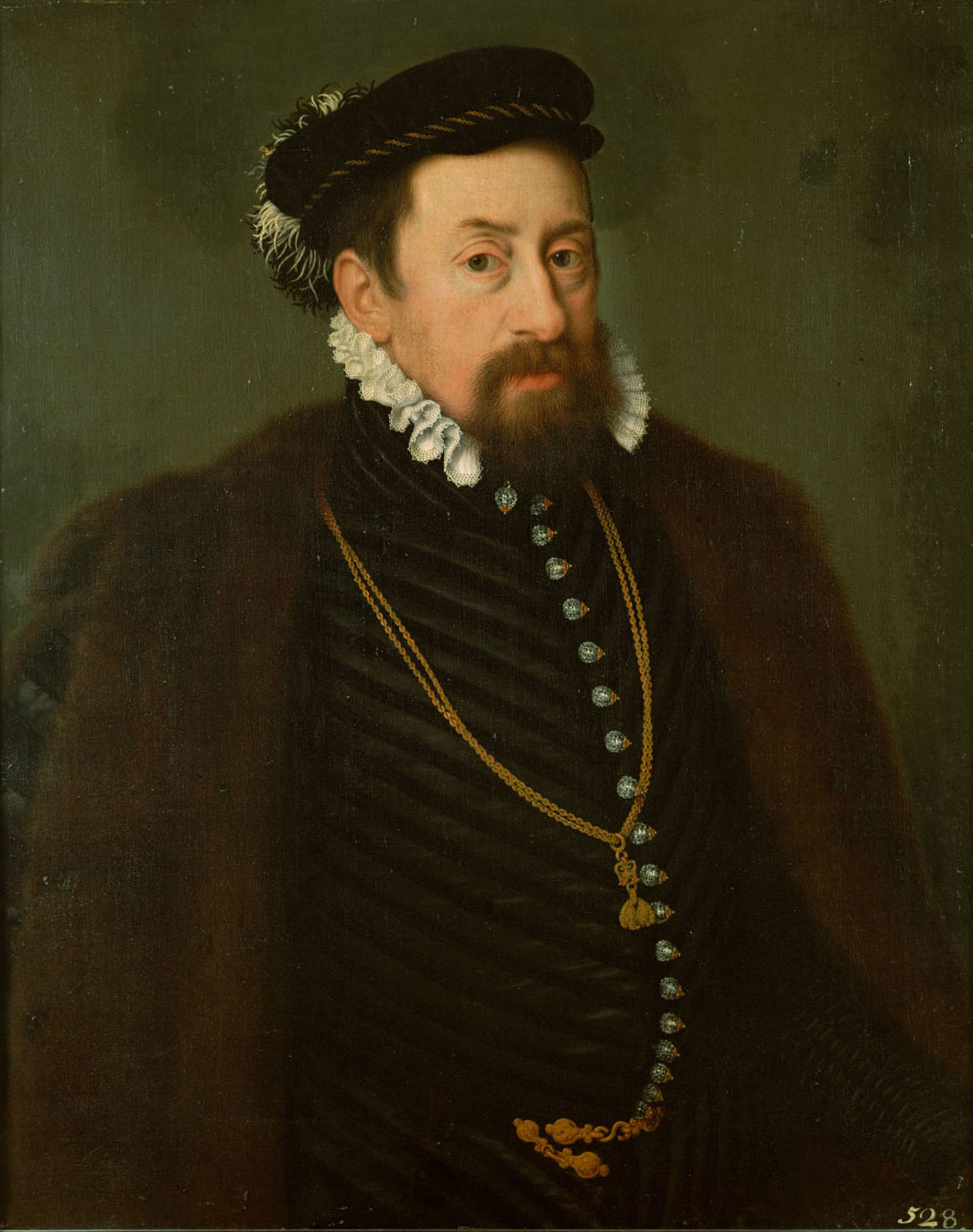
Maximilian II på 1570-talet